# Metacirolana rotunda
Metacirolana rotunda är en kräftdjursart som först beskrevs av Bruce och Jones 1978.  Metacirolana rotunda ingår i släktet Metacirolana och familjen Cirolanidae. Inga underarter finns listade i Catalogue of Life.